# Cybaeus rothi
Espèce
Cybaeus rothi est une espèce d'araignées aranéomorphes de la famille des Cybaeidae.

## Distribution
Cette espèce est endémique des États-Unis.

## Publication originale
- Bennett, Copley & Copley, 2016 : Cybaeus (Araneae: Cybaeidae): the Nearctic species of the Holarctic clade. Zootaxa, no 4164(1), p. 1-67.